# Bolbohamatum robustum
Bolbohamatum robustum är en skalbaggsart som beskrevs av Jan Krikken 1980. Bolbohamatum robustum ingår i släktet Bolbohamatum och familjen Bolboceratidae. Inga underarter finns listade.